# 双水镇站
双水镇站，位于中华人民共和国广东省江门市新会区双水镇，是深湛铁路上的火车站，于2018年7月1日通车启用，由中国铁路广州局集团有限公司管辖。2024年3月，伴随着雙水鎮列入大广海湾经济区，雙水鎮站也成為大廣海灣經濟區區内高鐵站之一。

## 接駁交通
| 巴士 \| 编号 \| 编号 \| 线路 \| 线路 \| 线路 \| 收费 \| 运营商 \| 备注 \| \| ------ \| ---- \| ------------------ \| ------ \| -------- \| ------- \| -------- \| ---- \| \| \| 216 \| 江门站（珠西枢纽） \| 全程 ⇆ \| 双水镇站 \| 2.5–7元 \| 公汽新会 \| \| \| 短线 ⇆ \| 216 \| 江门站（珠西枢纽） \| 蓢头 \| \| 2.5–7元 \| 公汽新会 \| \| |      |                    |        |          |         |          |      |
| 编号 | 编号 | 线路               | 线路   | 线路     | 收费    | 运营商   | 备注 |
| | 216  | 江门站（珠西枢纽） | 全程 ⇆ | 双水镇站 | 2.5–7元 | 公汽新会 |      |
| 短线 ⇆ | 216  | 江门站（珠西枢纽） | 蓢头   |          | 2.5–7元 | 公汽新会 |      |

## 歷史
- 2018年7月1日正式启用。

## 外部連結
- 中国铁路客户服务中心（页面存档备份，存于）